# Fulko z Remeše
Fulko z Remeše také Fulko Ctihodný (9. století? - 17. června 900 Compiègne) byl arcibiskup remešské arcidiecéze od roku 883 až do své smrti. Byl klíčovou postavou v politických konfliktech západofranského království, které následovaly po rozpadu karolínské říše na konci 9. století.

## Životopis
Fulko se narodil do mocné aristokratické rodiny. V dospělosti se stal palácovým knězem Karla II. Holého a v roce 877 byl jmenován opatem opatství Saint Bertin poblíž Saint-Omer ve Franské říši. V březnu 883 byl vysvěcen a stal se arcibiskupem v Remeši, přičemž vystřídal dlouholetého arcibiskupa Hincmara. V úřadu biskupa si dopisoval s panovníky, biskupy a papeži o řadě politických a náboženských problémech. Mnoho z toho, co je známo o Fulkově kariéře, pochází z Flodoardova díla Historia Remensis ecclesiae, napsaného v letech 948-952. Dílo kromě Fulkova života uchovává shrnutí asi 76 dopisů, z nichž polovina byla napsána nebo zaslána papeži. Fulko si dopisoval s Alfrédem Velikým ohledně potřeb anglické církve a pokáral královnu Richildu za nesprávné chování.
Po sesazení karolínského císaře Karla III. Tlustého v roce 887 se pokusil na uvolněný trůn dosadit svého příbuzného Wida, vévodu ze Spoleta, přičem ho roku 888 v Langres dokonce korunoval. Nicméně tato korunovace nebyla šlechtou uznána a mezitím byl Odo z dynastie Robertovců korunován Walterem, arcibiskupem ze Sens, kterého franští šlechtici přijali za krále. Fulko se postavil na stranu opozice proti Odově vládě a také se bezvýsledně přiklonil na stranu Arnulfa Korutanského, který nahradil Karla Tlustého ve východofranské říši. Fulko se nakonec spokojil s podporou mladého karolínského dědice Karla III. Francouzského, syna Ludvíka II. Koktavého, který kvůli svému mládí v roce 888 trůn nezískal. Přesto ho Fulko v roce 893 korunoval protikrálem a rivalita s intrikami, které se v tomto období objevily, připravily půdu pro časté konflikty mezi Karlovci, Robertovci a dalšími šlechtickými rodinami v nadcházejících desetiletích. K dohodě a ukončení konfliktu došlo až smrtí Oda Pařížského v roce 898, kdy byl Karel III. uznán králem. Karel po svém nástupu na trůn jmenoval Fulka svým kancléřem.
V roce 893 Fulko obnovil školy v Remeši a přivedl do nich renomované učitele Remigia z Auxerre a Hucbalda ze Saint-Amand.
V době, kdy byl kancléřem, politické napětí mezi franskými frakcemi neustále rostlo. Vše vyvrcholilo v době, kdy Karel přidělil Fulkovi opatství Saint-Vaast, které předtím vlastnil hrabě Balduin II. Flanderský, kterého král podezříval z neloajality. Z toho důvodu byl v roce 900 Fulko na příkaz hraběte Baldwina zavražděn. K vraždě došlo během cesty s malým doprovodem na setkání s králem Karlem. Fulko byl zavražděn jistým Winemarem a několika jeho komplici, z nichž všichni byli ve službách Baldwina. Vražda biskupa byla v karolinském období extrémně vzácná a tato událost šokovala tehdejší současníky, jak naznačují nezávislé zprávy kronikářů Regina z Prümu, anonymního autora Letopisů Saint-Vaast, a Flodoarda z Remeše. Fulka v arcibiskupství vystřídal Heriveus z Remeše, který svolal synodu, kde byl Balduin II. Flanderský za svůj zločin exkomunikován.